# ساهاجا یوگا
ساهاجا یوگا (انگلیسی: Sahaja Yoga) یک فرقه نوظهور مذهبی است که در سال ۱۹۷۰ توسط نیرمالا شری‌واستاوا تأسیس گردید (۱۹۲۳–۲۰۱۱). نیرمالا شری‌واستاوا همچنین با نام شری ماتاجی نیرمالا دوی (به معنی: مادر بزرگوار مطهر) معروف بوده و توسط پیروانش که به یوگی‌های ساهاجا شناخته می‌شوند با عنوان ساده «مادر» نام برده می‌شود.
افرادی که به این سبک از یوگی مبادرت می‌ورزند معتقدند که در طی مدیتیشن، مرتبه ای از خودآگاهی را که توسط بیدارسازی کندالینی بوجود می‌آید، تجربه می‌کنند که در آن با تجربه آگاهی بی‌فکری یا سکوت ذهنی همراه است.
شری ماتاجی، ساهاجا یوگا را به عنوان مذهب ناب عالمگیر توصیف کرد که تمام مذاهب دنیا را در هم می‌آمیزد. او مدعی بود که تجسم الهی و به‌طور دقیق تر حلول روح‌القدس یا شاکتی سنت هند، خدابانوی بزرگ که برای نجات بشریت آمده بود، می‌باشد. گاهی اوقات، ساهاجا یوگا را به عنوان یک فرقه توصیف می‌کنند.

## تاریخچه
قبل از اینکه ساهاجا یوگا بنیان گذاشته شود، شری‌واستاوا به عنوان درمانگر روحی معروف بود. در سال ۱۹۷۰، او به همراه گروه کوچکی از مریدان خود شروع به انتشار سخن خود در مورد ساهاجا یوگا در هند کرد. هنگامی که با شوهر خود به شهر لندن در انگلیس نقل مکان کرد به فعالیت‌های مذهبی خود در آنجا تدوام بخشید و این جنبش در سراسر اروپا رشد کرد و گسترش یافت تا اینکه در اواسط دههٔ ۱۹۸۰ به آمریکای شمالی رسید. در سال ۱۹۸۹، شری ماتاجی اولین سفر خود به روسیه و اروپای شرقی را انجام داد. او برای برگزاری کلاس درس خود حق‌الزحمه ای دریافت نمی‌کرد و اصرار داشت که درس‌های او یک حق طبیعی است که باید به‌طور رایگان در دسترس همه قرار گیرد. در سال ۲۰۲۱، ساهاجا یوگا دست‌کم در ۶۹ کشور مراکزی دایر کرده بود.